# Ilirska Bistrica
Ilirska Bistrica (em alemão:  Illyrisch Feistritz; em italiano:  Villa del Nevoso) é um município da Eslovênia. A sede do município fica na localidade de mesmo nome.